# Agenor
Agenor (/əˈdʒiːnɔːr/; Hy Lạp cổ đại: Ἀγήνωρ Agenor; dịch: 'anh hùng, nam tính')  là trong thần thoại Hy Lạp và một vị vua của người Phoenicia cai trị thành Tyros trong lịch sử. Herodotus ước tính rằng Agenor đã sống một thời gian trước năm 2000 TCN.

## Gia đình
Theo Apollodorus, Agenor được sinh ra ở Memphis của Ai Cập với cha mẹ là Poseidon và Libya và ông có một người anh em sinh đôi tên Belus. Belus vẫn ở Ai Cập và trị vì Ai Cập, trong khi Agenor rời Phoenicia và trị vì ở đó. Theo các nguồn khác , anh là con trai của Belus và có thể là của Achiroe.
Các nguồn khác nhau về các con của Agenor; đôi khi ông được cho là cha đẻ của Cadmus, Europa, Cilix, Phoenix và Thasus. Một số nguồn tin cho rằng Phoenix là anh trai của Agenor (và con trai của Belus); và chính Phoenix là cha của những cá nhân này. Vợ của Agenor được cho là nhiều người khác nhau như Telephassa, Argiope , Antiope, và Tyro,  với tên sau cùng đã được đặt tên cho thành phố Tyre. Theo Pherecydes, người vợ đầu tiên của Agenor là Damno, con gái của Belus, người đã sinh ra Phoenix và hai cô con gái vô danh khác là Isaia và Melia, lần lượt kết hôn với Aegyptus và Danaus; Agenor sau đó đã có hai con Cadmus với Argiope, con gái của Neilus.